# Walt Levinsky
Walter „Walt“ Levinsky (* 18. April 1929 in Paterson (New Jersey); † 14. Dezember 1999 in River Edge, New Jersey war ein US-amerikanischer Musiker (Holzblasinstrumente), der besonders als Studiomusiker, Bigband-Leader und Komponist hervorgetreten ist.

## Leben und Wirken
Levinsky spielte in den späten 1940er Jahren und frühen 1950er Jahren als Altsaxophonist in den Bigbands von Tommy Dorsey, Les Elgart, Ralph Flanagan und Benny Goodman. Bis 1995 war er als vielbeschäftigter Studiomusiker aktiv; als Klarinettist, Saxophonist und Flötist wirkte er bei mehr als 5.000 Aufnahmesessions mit, u. a. bei Tony Bennett, Paul McCartney, Quincy Jones, Henry Mancini, Stan Getz, Art Farmer (Listen to Art Farmer and the Orchestra) Gerry Mulligan, George Russell, Barbra Streisand, Joe Williams, Don Lamond, Blood, Sweat & Tears und dem New York Philharmonic Orchestra. Als Arrangeur bzw. Orchestrator arbeitete er für Künstler wie Frank Sinatra, Liza Minnelli, Richard Harris und Doc Severinsen; außerdem arbeitete er in den 1960er Jahren als Musiker und Arrangeur in der Tonight Show von Johnny Carson. In seinen späteren Jahren komponierte er Erkennungsmelodien für zahlreiche CBS-Fernsehshows wie CBS Evening News with Dan Rather, CBS News Nightwatch. Im Bereich des Jazz leitete er seit Ende der 1980er Jahre die 17-köpfige Great American Swing Band, mit der er in der New Yorker Carnegie Hall, im Hollywood Bowl und auch in Japan auftrat. Er schrieb die Musik für den Fernsehfilm Breaking Up  1978 und für eine Folge der Wissenschaftsdokumentation Science Times. Mit Dick Hyman war er als Produzent und Dirigent für die Filmmusik mehrerer Woody-Allen-Filme, wie Zelig, Broadway Danny Rose, The Purple Rose of Cairo, Radio Days, Crimes and Misdemeanors, Geliebte Aphrodite und Everyone Says I Love You verantwortlich. Kurz vor seinem Tod Ende 1999 im Alter von 70 Jahren trat Levinsky, der seit 1995 an einer Tumorerkrankung litt, noch mit Peter Appleyard in Toronto auf.
Der Pianist Ken Levinsky ist sein Sohn.

## Diskographische Hinweise
- Walt Levinsky and his Great American Swing Band. Kenzo Music, 1989, OCLC 41035960.
- Walt Levinsky in Concert: As He Wanted To Be Remembered. Arbors Records 2003, OCLC 872309409.

## Buchveröffentlichung
- The Melody Lingers On... An Autobiography. Cadence Jazz Books, Redwood 2004, ISBN 1-881993-42-6.